# Quân khu (Quân Giải phóng Nhân dân Trung Quốc)

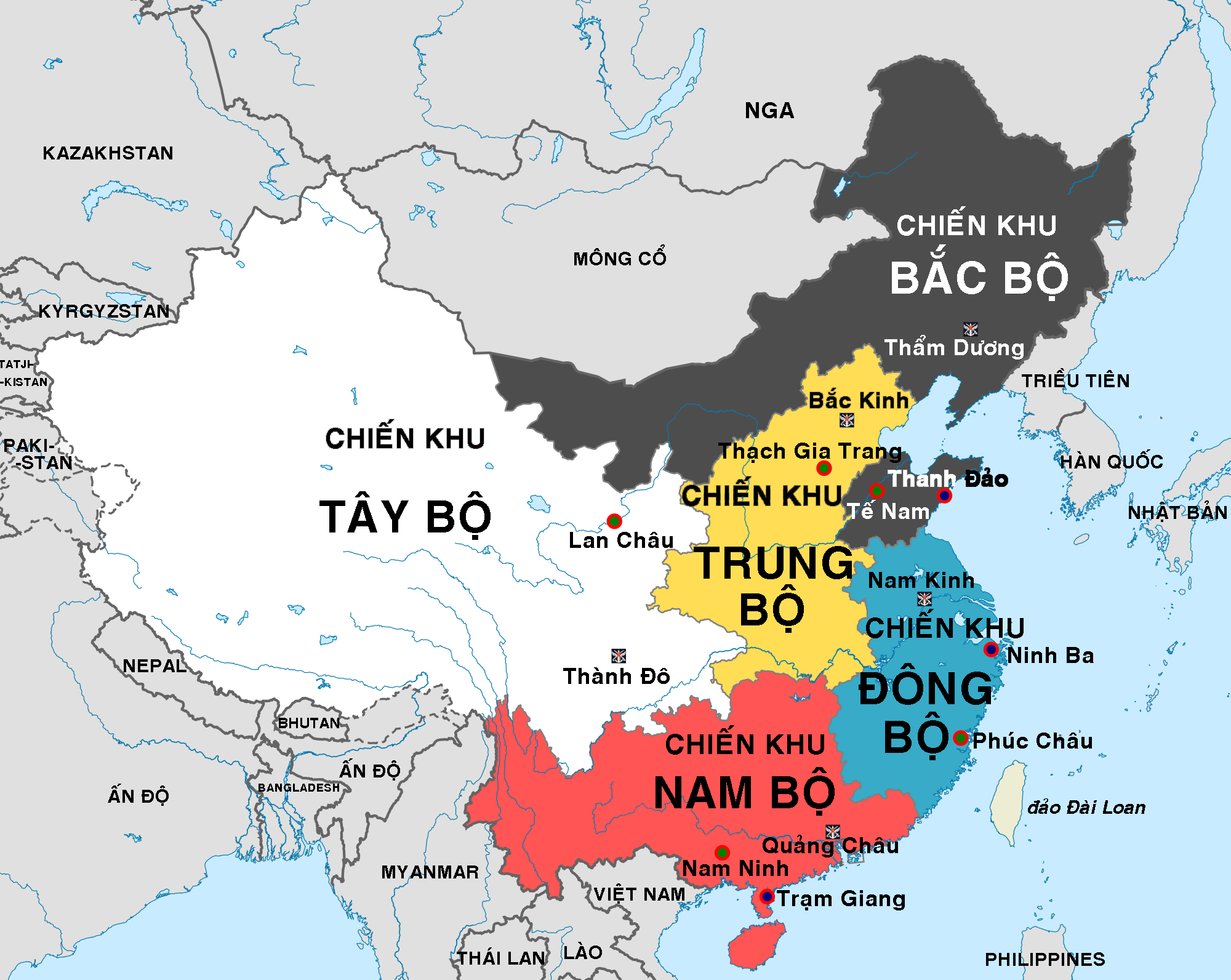
Các Quân khu Quân Giải phóng Nhân dân Trung Quốc từ 2016

Quân Giải phóng Nhân dân Trung Quốc sử dụng hệ thống quân khu để phân chia địa bàn tác chiến trong nước, gọi là Quân khu (军区), gần đây cải tổ và sáp nhập thành 5 Chiến khu (战区). Mỗi quân khu thường tổ chức theo cơ cấu bộ tư lệnh, đều phối hoạt động của các đơn vị Hải, Lục, Không quân trên địa bàn tác chiến của mình. Từ năm 2016, toàn bộ lãnh thổ Trung Quốc được phân thành 5 quân khu lớn, gọi là Ngũ đại chiến khu (五大战区).

## Ba cấp quân khu thời kỳ 1949-1955
Trước khi kiểm soát được toàn bộ Trung Hoa đại lục và thành lập nước Cộng hòa Nhân dân Trung Hoa, các lãnh đạo tối cao của Đảng Cộng sản Trung Quốc đã xây dựng hệ thống địa bàn quân sự trên những vùng kiểm soát gọi là quân khu. Từ năm 1949 đến 1954, hệ thống quân khu của Quân Giải phóng Nhân dân Trung Quốc được phân thành 3 cấp:
- Nhất cấp quân khu: gồm 6 quân khu Đông Bắc, Hoa Bắc, Hoa Đông, Hoa Trung (sau đổi thành Trung Nam), Tây Bắc, Tây Nam.
- Nhị cấp quân khu: gồm 19 quân khu Sơn Tây, Tuy Viễn, Nội Mông, Sơn Đông, Chiết Giang, Phúc Kiến, Hà Nam, Hồ Bắc, Hồ Nam, Giang Tây, Quảng Đông, Quảng Tây, Xuyên Đông, Vân Nam, Quý Châu, Cam Túc, Thiểm Tây, Tân Cương, Tây Tạng.
- Tam cấp quân khu: gồm 25 quân khu Liêu Đông, Liêu Tây, Hà Bắc, Bình Nguyên, Sát Ha Nhĩ, Giao Đông, Bột Hải, Lỗ Trung Nam, Tô Bắc, Tô Nam, Hoàn Nam, Hoàn Bắc, Cám Tây Nam, Tương Tây, Hải Nam, Xuyên Nam, Xuyên Tây, Xuyên Bắc, Tây Khang, Thiểm Nam, Khách Thập, Địch Hóa, Y Lê, Ninh Hạ, Thanh Hải. Ngoài ra còn có 4 Bộ quân sự tỉnh là Nhiệt Hà, Cát Lâm, Tùng Giang, Long Giang cũng được xem là tương đương.

Năm 1954, số Nhị cấp quân khu giảm xuống còn 5 quân khu gồm Sơn Đông, Phúc Kiến, Vân Nam, Tây Tạng, Tân Cương. Còn lại hạ xuống Tam cấp quân khu.

## Hai cấp quân khu thời kỳ 1955-2016
Từ năm 1955, hệ thống quân khu tổ chức thành 2 cấp là Đại quân khu (tương ứng với Nhất cấp quân khu) và Quân khu (còn gọi là quân khu cấp tỉnh, tương ứng với Nhị cấp và Tam cấp quân khu). Toàn bộ lãnh thổ Trung Quốc được phân thành 13 Đại quân khu gồm:
1. Quân khu Vũ Hán: thành lập 7 tháng 3 năm 1955
2. Quân khu Thẩm Dương: thành lập 22 tháng 3 năm 1955.
3. Quân khu Côn Minh: thành lập 1 tháng 4 năm 1955
4. Quân khu Nam Kinh: thành lập 1 tháng 4 năm 1955
5. Quân khu Bắc Kinh: thành lập 14 tháng 4 năm 1955
6. Quân khu Thành Đô: thành lập 14 tháng 4 năm 1955
7. Quân khu Nội Mông: thành lập 20 tháng 4 năm 1955
8. Quân khu Quảng Châu: thành lập 15 tháng 4 năm 1955
9. Quân khu Lan Châu: thành lập 1 tháng 5 năm 1955
10. Quân khu Tân Cương: thành lập 1 tháng 5 năm 1955
11. Quân khu Tế Nam: thành lập 1 tháng 5 năm 1955
12. Quân khu Tây Tạng: thành lập 10 tháng 5 năm 1955
13. Quân khu Phúc Châu: thành lập 1 tháng 7 năm 1956

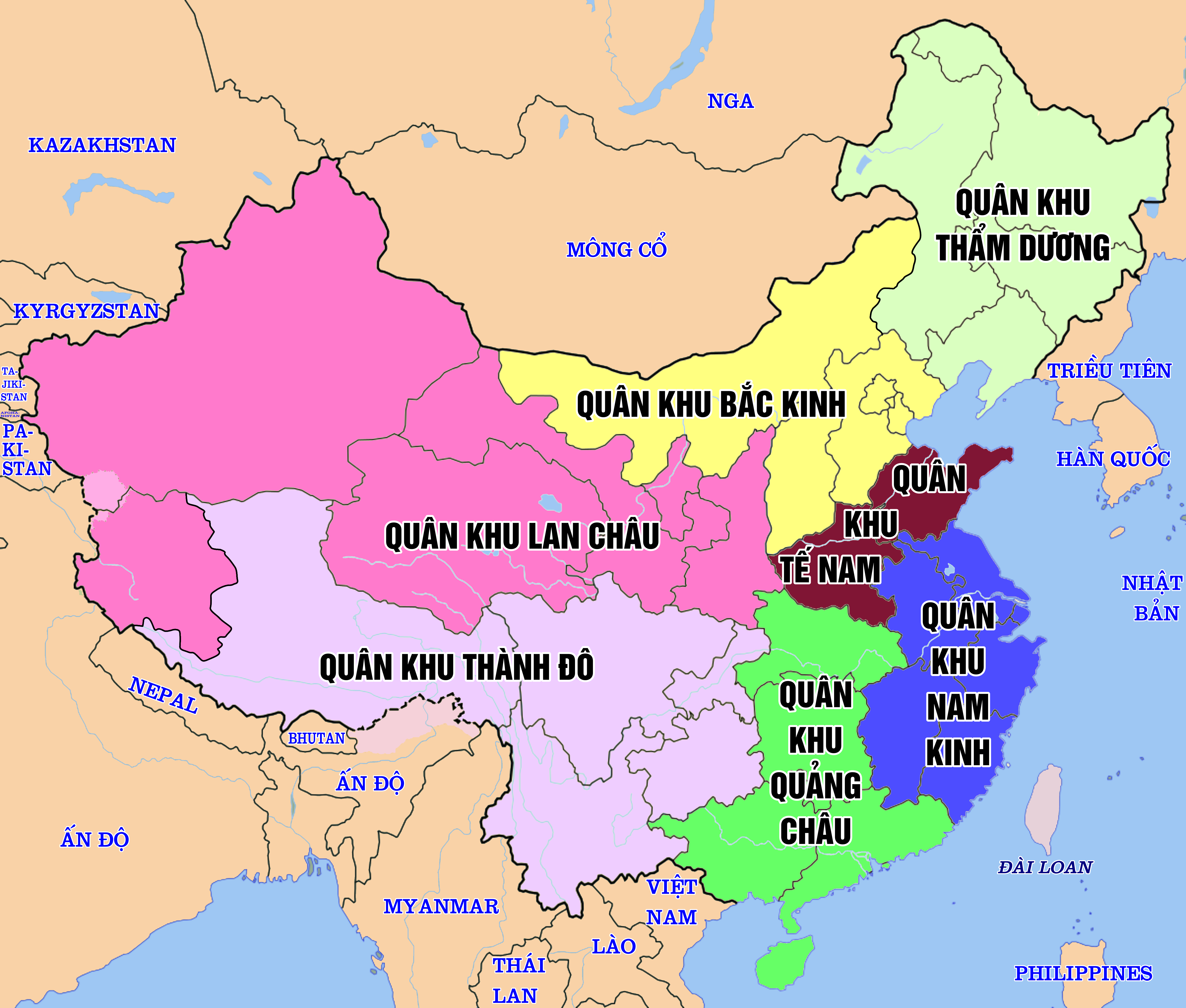
Các Quân khu Quân Giải phóng Nhân dân Trung Quốc trước 2016

Tháng 5 năm 1967, Quân khu Nội Mông bị hạ xuống cấp quân khu cấp tỉnh, nhập vào Quân khu Bắc Kinh. Tháng 12 năm 1968, Quân khu Tây Tạng cũng hạ xuống quân khu cấp tỉnh, nhập vào Quân khu Thành Đô. Số Đại quân khu giảm xuống chỉ còn 11.
Tháng 6 năm 1985, tổ chức Đại quân khu Trung Quốc được cải tổ. Theo đó, Quân khu Tân Cương sáp nhập với Quân khu Lan Châu, Quân khu Côn Minh sáp nhập với Quân khu Thành Đô, Quân khu Nam Kinh sáp nhập với Quân khu Phúc Châu và cuối cùng, Quân khu Vũ Hán giải thể và được sáp nhập vào Quân khu Quảng Châu và Quân khu Tế Nam. Bấy giờ, Trung Quốc còn 7 Đại quân khu gồm:
1. Quân khu Bắc Kinh
2. Quân khu Thẩm Dương
3. Quân khu Tế Nam
4. Quân khu Lan Châu
5. Quân khu Thành Đô
6. Quân khu Nam Kinh
7. Quân khu Quảng Châu

## Chiến khu từ năm 2016
Từ ngày 1 tháng 2 năm 2016, hệ thống 7 đại quân khu (Thất đại quân khu) bị giải thể và được thay bằng 5 đại chiến khu (Ngũ đại chiến khu) mới (tiếng Anh dịch là theater command) gồm:
1. Chiến khu Bắc bộ: Gần tương ứng với Quân khu Thẩm Dương và một phần Quân khu Tế Nam trước đây. Địa bàn gồm 5 tỉnh và đặc khu gồm Hắc Long Giang, Cát Lâm, Liêu Ninh, Nội Mông và Sơn Đông. Bộ tư lệnh đặt tại Thẩm Dương, quản lý các tập đoàn quân số 16, 26, 39 và 40.[cần dẫn nguồn][nghiên cứu chưa công bố?]
2. Chiến khu Đông bộ: Gần tương ứng với Quân khu Nam Kinh trước đây. Địa bàn gồm 6 tỉnh gồm Giang Tô, Chiết Giang, Thượng Hải, Phúc Kiến, An Huy và Giang Tây. Bộ tư lệnh đặt tại Nam Kinh, quản lý các tập đoàn quân số 1, 12 và 31.[cần dẫn nguồn][nghiên cứu chưa công bố?]
3. Chiến khu Nam bộ: Gần tương ứng với Quân khu Quảng Châu và một phần Quân khu Thành Đô trước đây. Địa bàn gồm 8 tỉnh và đặc khu gồm Quảng Đông, Quảng Tây, Hồ Nam, Hải Nam, Vân Nam, Quý Châu, Hương Cảng và Áo Môn. Bộ tư lệnh đặt tại Quảng Châu, quản lý các tập đoàn quân số 14, 41 và 42.[cần dẫn nguồn][nghiên cứu chưa công bố?]
4. Chiến khu Tây bộ: Gần tương ứng với Quân khu Lan Châu và một phần Quân khu Thành Đô trước đây. Địa bàn gồm 7 tỉnh và đặc khu gồm Tứ Xuyên, Tây Tạng, Cam Túc, Ninh Hạ, Thanh Hải, Tân Cương và Trùng Khánh. Bộ tư lệnh đặt tại Thành Đô, quản lý các tập đoàn quân số 13, 21 và 47.[cần dẫn nguồn][nghiên cứu chưa công bố?]
5. Chiến khu Trung ương: Gần tương ứng với Quân khu Bắc Kinh và một phần Quân khu Tế Nam trước đây. Địa bàn gồm 7 tỉnh và thành phố gồm Bắc Kinh, Thiên Tân, Hà Bắc, Sơn Tây, Hà Nam, Thiểm Tây và Hồ Bắc. Bộ tư lệnh đặt tại Bắc Kinh, quản lý các tập đoàn quân số 20, 27, 38, 54 và 65.[cần dẫn nguồn][nghiên cứu chưa công bố?]